# Fruitvale (Kolorado)
Fruitvale – jednostka osadnicza w Stanach Zjednoczonych, w stanie Kolorado, w hrabstwie Mesa.